# Autopackage
Autopackage était un gestionnaire de paquets pour GNU/Linux. Ses objectifs étaient de créer des paquets installables sur toutes les distributions Linux. Il a été créé par Mike Hearn vers 2002. En août 2010, les projets Listaller et Autopackage ont annoncé leur fusion.
Il a notamment été utilisé par des projets comme aMSN ou Inkscape, et des sites d'hébergement de projet comme Freshmeat.net ont offert la possibilité de préciser une URL de paquet Autopackage pour télécharger le logiciel. La liste des paquets disponibles est cependant restée limitée et les paquets sont souvent obsolètes (par exemple en août 2012 la version du logiciel libre GIMP autopackagée était la 2.2.6, la version à cette date étant la 2.8.2),.

## Méthodologie du projet
Autopackage est utilisable sous toutes les distributions. Contrairement aux formats de paquet RPM et Deb, Autopackage vérifie la présence de dépendance sur le système actuel, plutôt qu'interroger une base de données d'information de paquet. Cela le rend capable de travailler indépendamment du système de paquet de la distribution et réduit donc les problèmes de compatibilité.
Les programmes utilisant autopackage doivent être relogeables, c'est-à-dire qu'il doivent avoir la possibilité d'être installés dans un répertoire arbitraire en un seul binaire. Un package peut ainsi être installé par un utilisateur ne possédant pas les droits d'administration dans son propre répertoire personnel.
Autopackage est conçu pour installer des logiciels applicatifs ne faisant pas partie du noyau ou des bibliothèques logicielles, comme les traitements de texte, les navigateurs Web ou les jeux, au contraire des bibliothèques noyau ou de logiciels comme les shells. Pour ces bibliothèques et logiciels noyau, il est recommandé d'utiliser le gestionnaire de paquet de la distribution pour des raisons de compatibilité et de vitesse. Les bibliothèques ne faisant pas partie du noyau sont un problème épineux: D'un côté Autopackage rend leur installation possible pour un plus grand nombre de systèmes, d'un autre côté des problèmes peuvent survenir lorsqu'on veut installer des paquets natifs qui dépendent des bibliothèques déjà installées avec Autopackage.
Les objectifs d'autopackage étaient d'« améliorer » Linux en en faisant une plateforme de bureau avec des interfaces logicielles binaires stables, de manière similaire à Windows ou a MacOS, quand sous Linux il est plutôt d'usage de donner la compatibilité au niveau source.
Autopackage se différencie d'autres installateurs exécutables pour GNU/Linux comme "Loki Installer" par le fait qu'il soit spécialement conçu pour être compatible avec le plus de distributions possible.[réf. souhaitée]

## Format de paquet
Les paquets Autopackage sont en fait des scripts bash exécutables, et peuvent donc être installés simplement en les exécutant. Ils portent l'extension .package. Autopackage utilise son propre format d'archivage.
Les programmes autopackage sont installés dans des répertoires systèmes codés en dur, et des conflits avec d'autres packages installés par d'autres moyens sont possibles, provoquant des corruptions des paquets. Ces conflits peuvent être évités en désinstallant les anciennes version des paquets installés par Autopackage.
Les paquets peuvent alternativement être installé en utilisant les outils Listaller. Listaller incorpore simplement les paquets Autopackages à l'intérieur de son propre format de paquet et gère alors les paquet Autopackage comme n'importe quel autre.